# NBA Development League All-Star Game MVP
L'NBA D-League All-Star Game Most Valuable Player Award (MVP) è il premio conferito dalla NBA D-League al miglior giocatore dell'All-Star Game.

## Vincitori
| Stagione | Nazionalità   | Giocatore         | Squadra                  |
| -------- | ------------- | ----------------- | ------------------------ |
| 2007     | Regno Unito   | Pops Mensah-Bonsu | Fort Worth Flyers        |
| 2008     | Stati Uniti   | Jeremy Richardson | Fort Wayne Mad Ants      |
| 2009     | Stati Uniti   | Courtney Sims     | Iowa Energy              |
| 2009     | Stati Uniti   | Blake Ahearn      | Dakota Wizards           |
| 2010     | Stati Uniti   | Brian Butch       | Bakersfield Jam          |
| 2011     | Stati Uniti   | Courtney Sims (2) | Iowa Energy              |
| 2012     | Stati Uniti   | Gerald Green      | Los Angeles D-Fenders    |
| 2013     | Stati Uniti   | Travis Leslie     | Santa Cruz Warriors      |
| 2014     | Stati Uniti   | Robert Covington  | Rio Grande Valley Vipers |
| 2015     | Stati Uniti   | Andre Emmett      | Fort Wayne Mad Ants      |
| 2016     | Stati Uniti   | Jimmer Fredette   | Westchester Knicks       |
| 2017     | Stati Uniti   | Quinn Cook        | Canton Charge            |
| 2018     | non assegnato | non assegnato     | non assegnato            |